# Bindax chalcocephalus
Bindax chalcocephalus är en spindelart som först beskrevs av Tord Tamerlan Teodor Thorell 1877.  Bindax chalcocephalus ingår i släktet Bindax och familjen hoppspindlar. Inga underarter finns listade.